# Supper Time
«Supper Time» (с англ. — «Время ужина») — популярная песня, написанная Ирвингом Берлином для мюзикла 1933 года «Как ликуют тысячи», где её исполнила Этель Уотерс. Песня повествует о расовом насилии и вдохновлена газетным заголовком о самосуде.

## О песне
Берлин написал мюзикл «Как ликуют тысячи» вместе с либреттистом Моссом Хартом на Бермудах. Биограф Берлина, Лоуренс Бергрин, описал это как «лучшую работу, которую он когда-либо делал для сцены» и состоящую «только из хитов». Партитура включала песни «Easter Parade», «Harlem on My Mind», «Heat Wave» and «How’s Chances?» в дополнение к «Supper Time». Мюзикл был сатирическим пересказом недавних событий, которые попали в заголовки новостей с пародиями на президента Герберта Гувера, Джона Д. Рокфеллера мл., Барбару Хаттон, Ноэля Кауарда, Эдуарда VIII, а также на Джоан Кроуфорд и Дугласа Фэрбенкса мл.

## Контекст и композиция
Берлин впервые встретил Уотерс весной 1933 года во время её выступлений в качестве хедлайнера в Cotton Club в Гарлеме. Берлин сразу же был впечатлён Уотерс и хотел видеть её в «Как ликуют тысячи». Последующее выступление Уотерс в мюзикле ознаменовало первый раз, когда чернокожая женщина сыграла в бродвейском мюзикле. «Supper Time» была представлена Уотерсом как вторая песня второго акта мюзикла. Песня последовала за «Metropolitan Opening» — зарисовкой об экономических проблемах посетителей нью-йоркской Метрополитен-оперы во время недавней Великой депрессии. Уотерс была изображена на сцене, стоящей рядом со столом в лачуге, расположенной на юге Соединенных Штатов. Заголовок «Неизвестный негр линчеван разъярённой толпой» сопровождал песню. Бергрин описал песню как «великолепно приглушённый плач жены жертвы, которая должна сказать своим детям, что они больше никогда не увидят своего отца». Бергрин почувствовал, что песня не была песней протеста, поскольку Берлин «настолько персонализировал и приглушил зажигательные расовые аспекты мероприятия, что то, что песня потеряла в остроте, приобрела в универсальности». Уотерс сказала об этой песне, что «Если одна песня может рассказать всю трагическую историю расы, то „Supper Time“ — именно эта песня. Исполняя её, я рассказывала своим уютным, сытым, хорошо одетым слушателям о моём народе … о тех, кто был рабами, и о тех, кто сейчас угнетён». Уотерс сказала, что Берлин «…хотел сделать что-то драматичное, чтобы прочувствовать, донести до людей в целом информацию о жестокости насилия толпы». Берлин сказал Уотерс, что хотел, чтобы она «…показала агонию семьи, которая осталась после линчевания», и Уотерс почувствовала, что «… что бы я ни делала, я могу сослаться на свою личную жизнь». При исполнении песни Уотерс опиралась на свой опыт проживания с семьей в Мейконе в Джорджии. Мужчину из семьи линчевали незадолго до приезда Уотерс в Мейкон, и она говорила о том факте, что «ничего не было сказано, кроме, о, горя, которое, вы знаете, и страха. …вы никогда не ощущали накатывающей на него пелены. О, это было просто — вы могли это почувствовать. Вы ничего не видели. Это реальный факт. Я не знаю, смогу ли я выразить это так, как сделал бы это без помощи Господа». Позже Берлин сказал, что люди говорили ему, что он «сумасшедший, раз пишет такую панихиду», но чувствовал, что сатирическому мюзиклу нужна серьёзная песня. Песня была вдохновлена линчеванием афроамериканца во Флориде, о котором Берлин читал.
Джеффри Мэги, писавший в «Американском музыкальном театре Ирвинга Берлина» в 2014 году, почувствовал, что расширенный мост и возвращение к главной фразе «Supper Time» ознаменовали «гениальный ход написания песен», когда повторение слова «Господь» сформировало мелодический пик песни.

## Приём
На тестовом показе «Как ликуют тысячи» в театре Форрест в Филадельфии трое звёзд мюзикла, Хелен Бродерик, Мэрилин Миллер и Клифтон Уэбб, отказались выйти на поклон с Уотерс в конце шоу. Миллер и Уэбб также пожаловались продюсеру мюзикла Сэму Х. Харрису на присутствие «Supper Time» в партитуре, поскольку она не соответствовало их беззаботной песне «Society Wedding». Но Харрис настоял, чтобы песня осталась.
Некоторые рецензенты критически отнеслись к песне. Уолкотт Гиббс, пишущий для The New Yorker, описал себя как «слегка огорчённого», поскольку «определенно казалось, что песня должна быть где-то в другом месте…Возможно, в сейфе мистера Харриса». Джон Мейсон Браун в рецензии на шоу для New York Post написал, что «Я действительно хотел бы, чтобы мисс Уотерс нашла другую песню на место „Supper Time“, которая не соответствует ни её талантам, ни общему положению дел…».

## Избранные исполнения
- Кармен Макрей — из альбома By Special Request (1956)
- Оскар Питерсон — Oscar Peterson Plays the Irving Berlin Songbook (1959)
- Элла Фицджеральд — Ella Fitzgerald Sings the Irving Berlin Songbook (1958)
- Барбара Стрейзанд — People (1964)
- Джуди Гарланд — из «Шоу Джуди Гарленд», эпизод 26, вышедшего в эфир 29 марта 1964 года
- Нэнси Уилсон — But Beautiful (1969)
- Джуди Холлидей — Holliday with Mulligan (1987)
- Джун Кристи — Through the Years (1995)